# Jaime (album)
Jaime è il primo album in studio da solista della cantante statunitense Brittany Howard (già nota come membro degli Alabama Shakes), pubblicato nel 2019.

## Tracce
Tutte le tracce sono state scritte da Brittany Howard, eccetto dove indicato.
1. History Repeats – 3:05
2. He Loves Me – 2:32
3. Georgia – 3:18
4. Stay High – 3:12
5. Tomorrow (Paul Horton, Brittany Howard) – 3:14
6. Short and Sweet – 3:45
7. 13th Century Metal (Robert Glasper, Brittany Howard, Nate Smith) – 4:48
8. Baby – 2:27
9. Goat Head – 3:13
10. Presence – 2:47
11. Run to Me – 3:05

## Classifiche
| Classifica (2019) | Posizione raggiunta |
| ----------------- | ------------------- |
| Regno Unito       | 36                  |
| Stati Uniti       | 13                  |

## Jaime (Reimagined)
Jaime (Reimagined) è un album di remix della cantante statunitense Brittany Howard, pubblicato il 23 luglio 2021.

### Tracce
1. 13th Century Metal (Michael Kiwanuka Mix) – 5:00
2. Goat Head (Earthgang remix) – 3:21
3. Stay High (Childish Gambino remix) – 3:38
4. Presence (Little Dragon remix) – 4:46
5. Short and Sweet (Bon Iver remix) – 3:55
6. Tomorrow (Badbadnotgood remix) – 3:10
7. Baby (Gritty remix) (with Syd) – 2:25
8. History Repeats (Georgia Anne Muldrow Geemix) – 2:59
9. Georgia (J Most Remix) (with Emily King) – 3:54
10. Stay High again.. (with Joy Anonymous and Fred again..) – 4:20
11. He Loves Me (9th Wonder remix) (with Common) – 3:22
12. History Repeats (Jungle remix) – 3:52
13. Run to Me (Laura Mvula remix) – 3:03